# Hra
Hra là một xã thuộc tỉnh Gia Lai, Việt Nam.
Năm 2006, xã Hra nhận 596,86 ha diện tích tự nhiên và 74 người của xã Ayun, đồng thời một phần diện tích tự nhiên và dân số của xã Hra được tách ra để thành lập xã Đak Ta Ley.
Sau khi điều chỉnh và chia tách địa giới, xã Hra có diện tích 184,5 km², dân số năm 2006 là 5737 người, mật độ dân số đạt 31 người/km².

## Địa lý
Địa giới:
- Phía Đông giáp xã Hà Tam (huyện Đăk Pơ)
- Phía Tây giáp xã Đak Ta Ley
- Phía Nam giáp xã Lơ Bang
- Phía Bắc giáp xã Tơ Tung (huyện Kbang)

Tổng diện tích đất tự nhiên của xã là 18.449,70. Trong đó, đất nông nghiệp: 5.010,97 ha; đất lâm nghiệp: 11.556.70 ha; đất chuyên dùng: 356,74 ha; đất khác: 4.013,39 ha.

## Hành chính
Toàn xã có 9 thôn, làng (2 thôn kinh và 7 làng đồng bào dân tộc thiểu số) với tổng số dân là 1875 hộ, 9141 khẩu.
- Dân tộc Ba na: 1206 hộ/6171 khẩu.
- Dân tộc Kinh: 668 hộ/2966 khẩu.[5]

## Hình ảnh

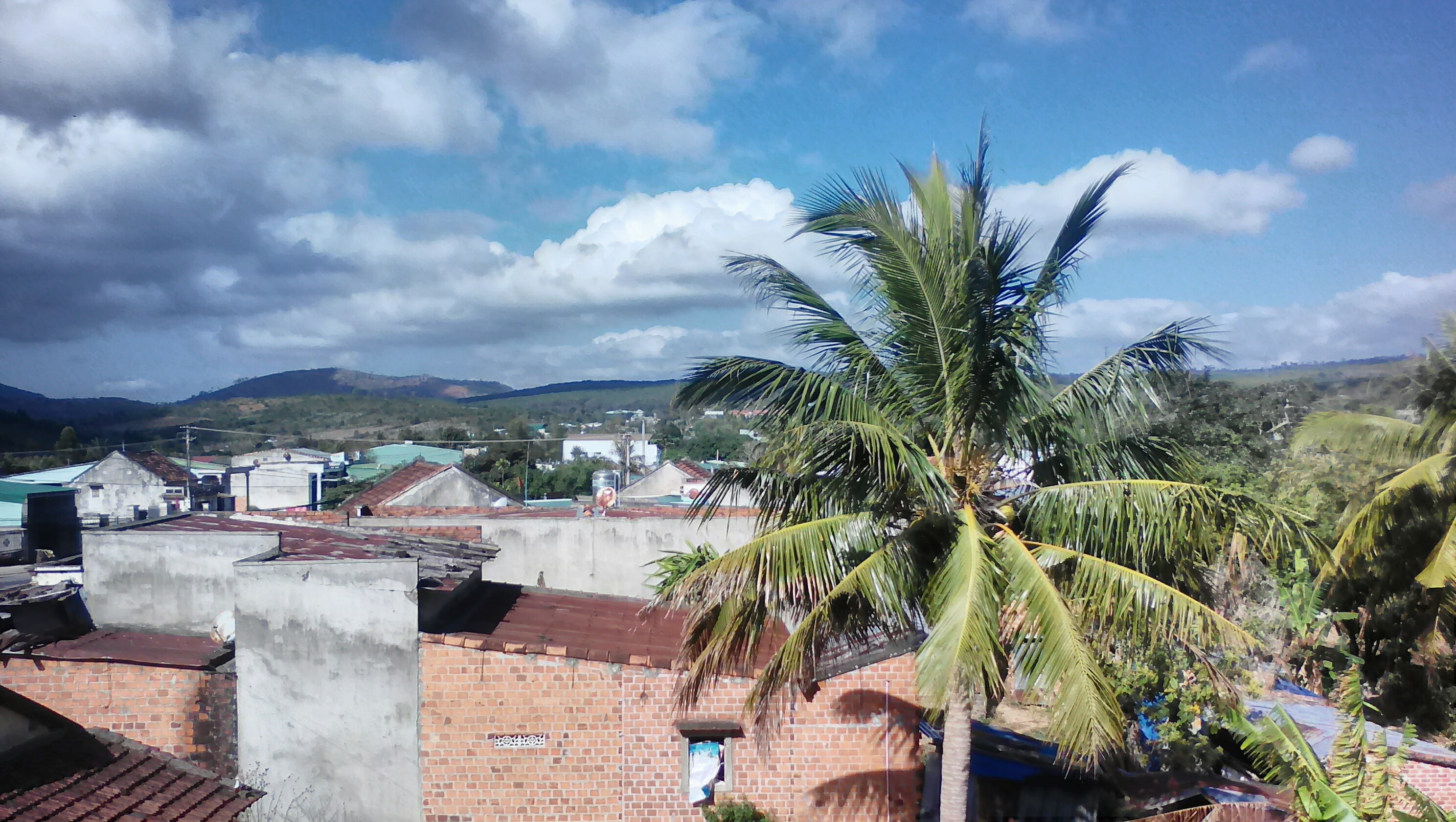
Phú Danh-H'ra-Mang Yang-Gia Lai